# Siebenmal in der Woche (Film)
Siebenmal in der Woche ist eine deutsche Filmkomödie aus dem Jahr 1957 mit den Hauptdarstellern Vico Torriani und Germaine Damar. Der Film wurde von Mai bis Juni 1957 in den Studios der CCC-Film in Berlin-Spandau gedreht. Uraufführung war am 9. August 1957.

## Handlung
Der berühmte Sänger Roberto Ricci will sich mit einer Scheinehe vor seinen allzu zudringlichen weiblichen Fans retten. Herr Praxl vom Heiratsinstitut Eros vermittelt ihm für diese Aufgabe seine eigene Enkelin Gertie, die als Kellnerin arbeitet und mit der Gage für die Rolle der Ehefrau ihre eigene Gesangs- und Tanzkarriere finanzieren möchte. Um den Wünschen von Herrn Ricci zu entsprechen, verkleidet sich die attraktive Gertie mit hochgesteckten Haaren und hochgeschlossenen Kleidern als Mauerblümchen.
Das Schauspiel erzielt bei den weiblichen Anhängern von Roberto die gewünschte Wirkung. Mit der Zeit verlieben sich Gertie und Roberto aber tatsächlich ineinander, was die Eifersucht von Robertos Bühnenpartnerin Loretta entfacht. Mit der Hilfe von Füllkrug versucht sie die sich anbahnende Romanze zu hintertreiben.

## Lieder
- Siebenmal in der Woche
- Ananas aus Caracas
- Hände weg von der Liebe
- Heute lacht der Sonnenschein
- Calypso Muchacha

## Kritiken
„Die lustige Platte ist nicht ganz neu. Doch sie rotiert, musikumrahmt und in südlichem Klima angesiedelt, voll Schwung, Melodie und Rhythmus. Die Kamera geht flott mit. Vico Torriani bringt mit heißem Repertoire in Dur und Moll die Herzen zum Schmelzen.“

„Selbst wenn die Popularität unseres Landsmannes Vico Torriani unter den Damen jenseits des Rheins in Rechnung gestellt wird, bleibt schwer zu begreifen, wie jemand in diesem stellenweise langatmigen und von dem Schallplattenstar Torriani schwach gespielten Film zufriedengestellt werden kann.“

„Dummes und langweiliges Musik-Lustspiel mit vergleichsweise hektisch geratenen Schnittfolgen.“